# Theridion manjithar
Theridion manjithar là một loài nhện trong họ Theridiidae.
Loài này thuộc chi Theridion. Theridion manjithar được Benoy Krishna Tikader miêu tả năm 1970.